# Джованни Торкиторио V
Джованни (Кьяно) ди Кальяри (Torchitorio V, sarde Giuanni (Chianu) Trogodori V) (ум. между 17 июля и 15 октября 1256) — судья Кальяри с 1256.
Вероятно, сын Гульельмо II — своего предшественника. Имя матери не установлено, но известно, что она из рода судей Арбореи — ди Серра.
При вступлении на престол принял традиционное имя Торкиторио V и принёс вассальную присягу Республике Пиза.
Чтобы освободиться от власти пизанцев, в 1256 г. заключил союз с Генуей, пойдя на значительные экономические и территориальные уступки, в том числе передал своим новым союзникам замок Кальяри.
Всё это пизанцы восприняли как измену и объявили Джованни войну. Помощь генуэзцев запоздала. В результате Джованни потерпел поражение и был убит.
Его наследником стал кузен — Гульельмо Чепола, принявший имя Гульельмо III Салюзио VI.